# Măeriște
Măeriște – wieś w Rumunii, w okręgu Sălaj, w gminie Măeriște. W 2011 roku liczyła 738 mieszkańców.